# إيفيلين نيلسون (ممثلة)
إيفيلين نيلسون (بالإنجليزية: Evelyn Nelson) هي راقصة وممثلة أمريكية، ولدت في 13 نوفمبر 1899 في أريزونا في الولايات المتحدة، وتوفيت في 16 يونيو 1923 في لوس أنجلوس في الولايات المتحدة.

## وصلات خارجية
- إيفيلين نيلسون (ممثلة) على موقع IMDb (الإنجليزية)
- إيفيلين نيلسون (ممثلة) على موقع أول موفي (الإنجليزية)
- إيفيلين نيلسون (ممثلة) على موقع كينوبويسك (الروسية)